# Xylolaemus aeonii
Xylolaemus aeonii is een keversoort uit de familie somberkevers (Zopheridae). De wetenschappelijke naam van de soort werd in 1986 gepubliceerd door Oromí & García.